# 伊勢志摩連合会
伊勢志摩連合会は、三重県内に本部を置いて20世紀から21世紀の初頭期にかけて活動した暴力団。山口組系愛桜会を源流とした組織で、五代目ならびに六代目山口組の二次団体として志摩半島一円を地盤に活動。設立者かつ首領の三谷省一の引退に伴い2008年をもって消滅した。

## 来歴
首領の三谷省一はもとは愛桜会傘下組織の幹部で、同会の山口組への加入後、1993年の暮れ頃に同会内から五代目山口組の直参（二次団体首領）に昇格。21世紀になると『総本部当番長』（のちの『総本部当番責任者』）の重役を務めるなどした。その三谷が2008年をもって引退。名跡の継承は行われず、所属していた構成員らは他組織へ移っていったと伝えられている。同じく三重を本拠地とした野崎組の野崎圓組長もちょうど同時期に引退したことから、同県内に本部を置く山口組直系組織はこれにて愛桜会だけとなった。

## 会長：三谷省一
1937年2月12日生。三重県鳥羽市の漁師町の出身で、県内の極東会系橋本組分家大山組の組長であった大山康昭と縁を持ち、同組に舎弟として加入。その橋本組を中核とする三重のテキヤ／博徒組織の連合体としての愛桜会が発足（1978年）すると、大山が同会の本部長に就任したことから、大山組の実質上の組織運営を任されるに至る。愛桜会の山口組への加入（1990年10月）ののち、56歳当時の1993年11月、愛桜会から五代目山口組の直参に昇格。若手の登竜門とされる『総本部当番長』の役を2001年から3年間にわたり務めた。2008年をもって引退。